# Studence (Žalec, Slovenija)
Studence je naselje u slovenskoj Općini Žalecu. Studence se nalazi u pokrajini Štajerskoj i statističkoj regiji Savinjskoj. 

## Stanovništvo
Prema popisu stanovništva iz 2002. godine naselje je imalo 479 stanovnika.